# Joseph Afrifah-Agyekum
Joseph Kwaku Afrifah-Agyekum (ur. 22 grudnia 1954 w Akimu Swedru) – ghański duchowny rzymskokatolicki, od 2006 biskup Koforidua.

## Życiorys
Święcenia kapłańskie przyjął 17 lipca 1983 i został inkardynowany do diecezji Akra, zaś dziewięć lat później został prezbiterem nowo powstałej diecezji Koforidua. Doktoryzował się z liturgiki na rzymskim Anselmianum. Pracował przede wszystkim jako duszpasterz parafialny. W 2005 został tymczasowym administratorem diecezji.
12 kwietnia 2006 został mianowany biskupem Koforidua, zaś 1 lipca 2006 przyjął sakrę biskupią z rąk swego poprzednika, arcybiskupa Akry Charlesa Palmera-Buckle.